# Кирсанов, Николай Ефимович
Никола́й Ефимови́ч Кирса́нов (1 [13] декабря 1837 — ?) — отставной генерал-лейтенант русской армии, участник Крымской и Русско-турецкой (1877—1878) войн, военный историк.

## Биография
Николай Кирсанов родился 1 декабря 1837 года. Происходил из дворян Тверской губернии. Образование получил в Орловском Бахтина кадетском корпусе. По окончании корпуса в чине прапорщика 11 июня 1855 года поступил на службу в 3-ю батарею 17-й артиллерийской бригады и в том же году принял участие в Крымской войны. Участвовал в обороне Севастополя (состоял в гарнизоне с 26 по 28 августа 1855 года). Был награждён орденом Св. Анны 4-й степени с надписью «За храбрость».
После Крымской кампании поступил в Николаевскую академию Генерального штаба, по окончании курса в которой был причислен к Генеральному штабу. 2 октября 1866 года вступил в должность старшего адъютанта 40-й пехотной дивизии. С 5 марта 1870 года в чине капитана ― старший адъютант 1-й Кавказской дивизии. 8 апреля 1873 года присвоен чин подполковника с назначением на должность старшего адъютанта штаба Кавказского военного округа. 4 апреля 1876 года был награждён чином подполковника. С 16 апреля того же года состоял штаб-офицером для поручений при том же штабе, а с 24 ноября ― для поручений при штабе Московского военного округа. 9 апреля 1878 года вступил в должность начальника штаба 18-й пехотной дивизии. С 18 марта 1885 года ― командир 22-го Нижегородского пехотного полка. В 1887 году Кирсанов при помощи поручика Выржиковского составил военно-исторический очерк полка. 30 августа 1890 года награждён чином генерал-майора с назначением на должность помощника начальника штаба Варшавского военного округа, а с 17 октября того же года ― начальник штаба Новогеоргиевской крепости. 22 декабря 1894 года вступил в должность начальника 1-й Кавказской пехотной резервной бригады.
9 декабря 1898 года уволился со службы с производством в генерал-лейтенанты с мундиром и пенсией.
| - орден Св. Анны 4-й ст. «За храбрость» (1855) - орден Св. Анны 3-й ст. (1870) - орден Св. Станислава 2-й ст. (1875) - орден Св. Анны 2-й ст. (1880) - орден Св. Владимира 4-й ст. [25 лет] (1881) - бант к ордену Св. Владимира (1882) - орден Св. Владимира 3-й ст. (1883) - орден Св. Станислава 1-й ст. (1894) | - прапорщик (11.06.1855) - подпоручик (26.08.1858) - поручик (01.07.1860) - штабс-капитан (16.04.1867) - капитан (20.04.1869) - подполковник (08.04.1873) - полковник [награждён] (04.04.1876) - генерал-майор [награждён] (30.08.1890) - генерал-лейтенант [уволен] (09.12.1898) |